# Органический синтез
Органи́ческий си́нтез — раздел органической химии и технологии, изучающий различные аспекты (способы, методики, идентификация, аппаратура и др.) получения органических соединений, материалов и изделий, а также сам процесс получения веществ.
Цель органического синтеза — получение веществ с ценными физическими, химическими и биологическими свойствами или проверка предсказаний теории. Современный органический синтез многогранен и позволяет получать практически любые органические молекулы.

## Начало органического синтеза

Синтез Вёлера. Схематическое изображение изомеризации цианата аммония как примера образования органического вещества из неорганического

В качестве самостоятельной дисциплины начал оформляться после знаменитого синтеза карбамида (мочевины) из типичного неорганического вещества (цианата аммония), осуществленного немецким химиком Фридрихом Вёлером (Wöhler, Friedrich, 1800—1882) в 1828 г.. Этот синтез положил конец спору с учеными-виталистами, полагавшими, что органические вещества могут продуцироваться только за счет жизненной силы биологических организмов.

## Развитие органического синтеза
Мощный импульс развитию получил после формулирования русским химиком Александром Бутлеровым (1828—1886) основ структурной теории строения органических молекул, которая позволила планомерно синтезировать органические молекулы заданного строения.
Дальнейшее развитие органического синтеза происходит параллельно с развитием науки органическая химия. Успехи теорий строения атомов и молекул, химической связи, квантовая химия, кинетика и др. способствовали развитию методов синтеза.
С другой стороны, ряд сложных синтезов как известных в природе веществ (уксусная кислота, индиго, аспирин и др.), так и не имеющих своих аналогов (полиэдраны, многие элементоорганические соединения, синтетические антибиотики и др.), оказал влияние на смежные разделы науки (химия биологически активных веществ, фармакология, физика и химия твердого тела и др.), показав самостоятельность и высокую ценность этого направления органической химии.
Выход органического синтеза за рамки лабораторий произошёл после развития химической технологии и признания промышленной значимости продуктов: карбоновых кислот, полимеров, растворителей, красителей и др. — веществ, объём производства которых характеризуется числами со многими нулями.

## Направления органического синтеза
Стремительный рост числа синтезов привел к оформлению отдельных его самостоятельных направлений, характеризующихся специфическими признаками: сырьевой базой (нефтесинтез), приемами (кислотный катализ), физическим воздействием (плазмосинтез), природой продуктов (металлоорганический синтез), назначением продуктов (синтез биологически активных веществ), сложностью (тонкий органический синтез) или, наоборот, простотой ("клик"-синтез), фазовым состоянием среды (газо-, жидко- и твердофазный синтезы), температурой (криосинтез, термолиз) и т. д.

## Информационное обеспечение
Необходимость ориентироваться в огромном числе синтетических методик привела к созданию развитых информационных систем для их поиска и описания, предложения реактивов и синтетической аппаратуры

## Методика органического синтеза
Реализация органического синтеза включает следующие научные, организационные и технологические этапы: задание структуры целевой молекулы, рассмотрение возможных схем синтеза, подбор продуктов, аппаратуры, проведение химических реакций, выделение промежуточных и целевых продуктов, их анализ и очистку, модифицирование, принятие мер безопасности, экологический контроль, экономический анализ и др..
Окончательный выбор метода синтеза происходит после всестороннего комплексного анализа этих этапов и их оптимизации.

## Реакции органического синтеза
Ниже приводится далеко не исчерпывающий список реакций органического синтеза, классифицированных по признаку изменения химического класса синтезируемой молекулы:
- Гидрирование — присоединение водорода по кратной связи.
- Дегидрирование — отщепление водорода с образованием кратной связи.
- Гидратация — присоединение воды по кратной связи с образованием спирта.
- Дегидратация — отщепление воды с образованием кратной связи.
- Алкилирование — обмен водорода на углеводородный радикал.
- Ацилирование — введение в молекулу остатка карбоновой кислоты (ацильной группы)
  - Ацетилирование — частный случай ацилирования, введение в молекулу остатка уксусной кислоты (ацетильной группы)
- Циклизация — образование циклической структуры в молекуле.
- Галогенирование — введение атома галогена в молекулу посредством обмена водорода на галоген или присоединения по кратной связи.
- Нитрование — обмен водорода на группу NO2.
- Этерификация — взаимодействие органической кислоты со спиртом с получением сложных эфиров.
- Окисление — в узком смысле — внедрение кислорода в молекулу, в широком — любое изменение в молекуле, приводящее к увеличению степени окисления углерода, например, дегидрирование, повышение кратности связи углерод-углерод.
- Сульфирование — обмен водорода на сульфогруппу.
- Полимеризация и др..

Зачастую органические реакции являются сочетанием двух и более названных более простых реакций, например: «оксигалогенирование», «гидрогалогенирование» и др. Уникальным реакциям могут быть присвоены имена химиков, их обнаруживших — синтез Гриньяра, реакция Белоусова и др.
В качестве основы для классификации могут быть положены и другие критерии — механизм реакций (замещение, обмен), технологический прием (крекинг) и др.

## Специализированные НИИ
Исследованием органического синтеза занимаются многочисленные институты, в том числе Институт органического синтеза УрО РАН (ИОС, Екатеринбург), созданный Постановлением Российской Академии Наук в 1993 году.